# Бюнтинг, Алексей Георгиевич
Алексе́й Гео́ргиевич Бю́нтинг (11 февраля 1866 — 2 июня 1930) — русский военачальник, герой русско-японской войны, командир лейб-гвардии Гродненского гусарского полка.

## Биография
Православный. Из остзейского дворянского рода.
По окончании Пажеского корпуса в 1886 году, выпущен был из камер-пажей корнетом в лейб-гвардии Конный полк.
Чины: поручик (1890), штабс-ротмистр (за отличие, 1895), ротмистр (за отличие, 1899), полковник (за отличие, 1904), генерал-майор (за отличие, 1912).
В течение двух лет и трех месяцев командовал эскадроном Конного полка. В 1901—1907 годах состоял обер-офицером для особых поручений при военном министре. Участвовал в русско-японской войне, был награждён Золотым оружием «За храбрость». Затем командовал 9-м уланским Бугским полком (1907—1911) и лейб-гвардии Гродненским гусарским полком (1911—1912).
18 августа 1912 назначен командиром 2-й бригады 15-й кавалерийской дивизии, с которой вступил в Первую мировую войну. На март 1915 командовал 2-й бригадой 14-й кавалерийской дивизии, в июле—сентябре 1915 был командующим 15-й кавалерийской дивизией. С 12 сентября 1915 состоял в резерве чинов Киевского военного округа.
В эмиграции в Польше. Состоял членом Союза конногвардейцев.
Умер в 1930 году в Пущикове близ Познани, в сообщениях о кончине назван генерал-лейтенантом, но неясно, когда он был произведён в этот чин.

## Награды
- Орден Святого Станислава 2-й ст. с мечами (1904);
- Орден Святой Анны 2-й ст. с мечами (1905);
- Золотое оружие «За храбрость» (ВП 12.03.1906);
- Орден Святого Владимира 4-й ст. мечами и бантом (1906);
- Орден Святого Владимира 3-й ст. (1909) с мечами (1915);
- Орден Святого Станислава 1-й ст. (1913) с мечами (1915).